# Jelena Michailowna Schirmann

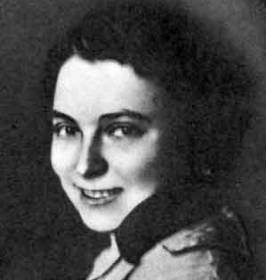
Jelena Michailowna Schirmann

Jelena Michailowna Schirmann (russisch Елена Михайловна Ширман; * 21. Januarjul. / 3. Februar 1908greg. in Rostow am Don; †  12. August 1942 ebenda) war eine sowjetische Dichterin.

## Leben
Schirmanns Vater Michail Wulfowitsch Schirmann (1879–1942) war Handelsschiff-Steuermann. Ihre Mutter Ljubow Abramowna geborene Frumson (1890–1942) war Lehrerin und studierte dann am Archäologie-Institut. Darauf arbeitete sie als Bibliothekarin in Museen. Sie war Gründungsmitglied und Vorstandsmitglied der Nordkaukasus-Gesellschaft für Archäologie, Geschichte und Ethnographie in Rostow am Don. Schirmanns jüdischer Großvater Wolf Michelewitsch Schirmann (* etwa 1835) hatte sich 1864 in Rostow am Don niedergelassen, war Kaufmann der 2. Gilde und seit 1869 Börsenmakler. Die Familie Schirmann besaß eine Villa in der Puschkin-Straße, ein Mietshaus am jetzigen Woroschilow-Prospekt (1912 von Arutjun Christoforowitsch Sakijew gebaut) und das Mietshaus des Großvaters an der Kasaner Straße, das später das Telegrafengebäude wurde.

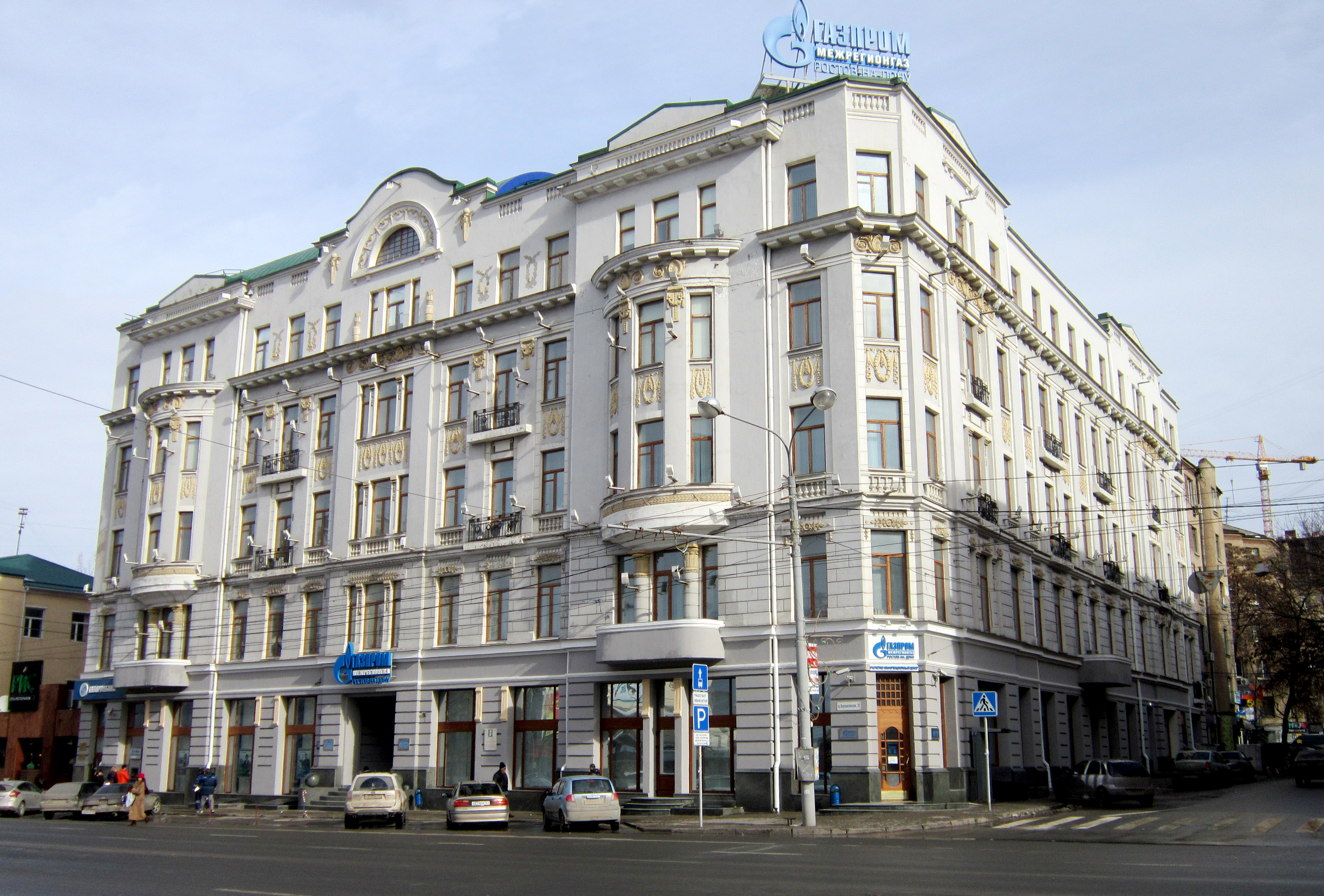
Schirmann-Haus, Woroschilow-Prospekt 20, Rostow am Don

Schirmann schrieb schon als Jugendliche Gedichte, die in Rostow am Don erschienen. Später wurden ihre Gedichte in den Moskauer Zeitschriften Oktjabr und Smena veröffentlicht. Ihr Studium an der Literatur-Fakultät des Rostower Pädagogik-Instituts schloss sie 1933 ab und arbeitete dann in der Bibliothek. Sie beschäftigte sich mit Folklore und war weiter literarisch tätig. Sie hatte früh das bürgerliche Leben ihrer Eltern aufgegeben und war zweimal kurz verheiratet.
1937 ging Schirmann nach Moskau und nahm an Ilja Lwowitsch Selwinskis Seminar im Maxim-Gorki-Literaturinstitut teil. Gleichzeitig leitete sie eine Rostower Gruppe für Kinderliteratur und war Literatur-Beraterin der Jugendzeitschrift Pionerskaja Prawda der Pionierorganisation Wladimir Iljitsch Lenin.
Ab Beginn des Deutsch-Sowjetischen Kriegs leitete Schirmann in Rostow am Don die Agitationszeitung Prjamaja Nawodka, in der sie ihre satirischen Gedichte veröffentlichte. Im Juli 1942, als die Wehrmacht den Don überschritt und Rostow am Don besetzte, wurde Schirmann in den Rajon des Dorfes Remontnoje am Dschurak-Sal im Südosten der Oblast Rostow abkommandiert. In ihrem Koffer hatte sie auch ihre Übersetzungen von Gedichten Rainer Maria Rilkes und ihr Tagebuch mit ihren letzten Gedichten mitgenommen. Ende Juli 1942 wurde sie dort von Deutschen gefangen genommen und anhand ihres Passes als Jüdin identifiziert.
Schirmanns letzte Lebenstage wurden von einem Zeitzeugen geschildert, der sich nach der Veröffentlichung von Gedichten und Briefen Schirmanns in der Komsomolskaja Prawda im Herbst 1964 gemeldet und sich mit Schirmanns Schwester Alita Michailowna getroffen hatte. Der damals 19-jährige Zeitzeuge war 1942 Mitarbeiter und Dolmetscher der deutschen Kommandantur im besetzten Rostow am Don, wofür er später hart bestraft worden war. Schirmann war wegen ihrer literarischen Tätigkeit scharf verhört worden. Drei Wochen später stand sie mit ihren Eltern in der Schlange der Juden, die am 11./12. August 1942 in die Smijowskaja Balka (Schlangenschlucht) getrieben und erschossen wurden. Der Zeitzeuge hatte von dem Haufen der den Gefangenen abgenommenen Gegenstände Schirmanns Tagebuch mit letzten Gedichten und Briefen an sich genommen und aufbewahrt. Er stellte dann falsche Pässe aus und rettete junge Menschen vor der Verschleppung nach Deutschland. Schirmanns Tagebuch wurde in der Komsomolskaja Prawda veröffentlicht.
Schirmanns Vetter war der Volkskommissar Arkadi Pawlowitsch Rosenholz. Ihre Cousine war die Künstlerin Eva Pawlowna Levina-Rosenholz.